# Saint-Euphraise-et-Clairizet
Saint-Euphraise-et-Clairizet település Franciaországban, Marne megyében. Lakosainak száma 245 fő (2022. január 1.). Saint-Euphraise-et-Clairizet Aubilly, Bligny, Bouilly, Coulommes-la-Montagne, Méry-Prémecy és Pargny-lès-Reims községekkel határos.

## Népesség
A település népessége az elmúlt években az alábbi módon változott:
| Lakosok száma | 154  | 163  | 189  | 197  | 228  | 231  | 234  | 242  | 243  | 245  |
|               | 1968 | 1982 | 1990 | 2006 | 2013 | 2015 | 2017 | 2019 | 2020 | 2022 |